# Андреевский сельский совет (Машевский район)
Андреевский сельский совет (укр. Андріївська сільська рада) — входит в состав
Машевского района
Полтавской области
Украины.
Административный центр сельского совета находится в 
с. Андреевка.

## История
- 1947 — дата образования.

## Населённые пункты совета
- с. Андреевка
- с. Красногорка